# Pistol
 Der er for få eller ingen kildehenvisninger i denne artikel, hvilket er et problem. Du kan hjælpe ved at angive troværdige kilder til de påstande, som fremføres i artiklen.

En pistol (fra tjekkisk: pistol, 'rør') er et håndvåben, der normalt betjenes med én hånd, i modsætning til f.eks. et gevær.
Pistoler deles ind i følgende undergrupper:
- Enkeltskudspistol (sortkrudt eller patroner)
- Revolver (sortkrudt eller patroner)
- Halvautomatisk pistol (gas, recoil og blowback)
- Halvautomatisk revolverende pistol (Webley Fosbury)
- Automatpistol (oftest sjældne varianter af 3)

I dag er de fleste pistoler halvautomatiske. Det vil sige, at pistolen automatisk genlader med en ny patron fra et magasin, når et skud er affyret (der afgives kun ét skud hver gang man trykker på aftrækkeren. Automatiske pistoler afgiver skud, indtil man slipper aftrækkeren, eller magasinet er tomt.). Forladepistoler fra 1400-tallet og frem til slutningen af 1800-tallet havde som hovedregel et eller to løb og kunne derfor kun affyre et eller to skud, inden de skulle genlades.
I slutningen af 1800-tallet udvikles de første praktisk anvendelige halvautomatiske pistoler, som siden da har domineret. Mauser C96 er et eksempel på en sådan pistol.
Dog udvikles i midten af 1800-tallet revolveren, der fortsat anvendes især i USA.

## Fordele / Ulemper
Den halvautomatiske pistol har den fordel frem for en revolver, at den som regel rummer flere patroner, typisk 7 til 16, kun kræver et mindre tryk på aftrækkeren for at affyre et skud, hvorved et mere præcist sigte er muligt, og endelig kan den hurtigt genlades med et nyt magasin, når det er skudt tomt. Revolveren har oftest 6-8 skud i tromlen, men kan genlades lige så hurtigt, vha. f.eks. moonclips.
Ulempen i forhold til en revolver er den, at risikoen for funktionsfejl er større, da en halvautomatisk pistol er teknisk mere kompleks end en revolver. På en revolver vil et nyt tryk på aftrækkeren typisk føre en ny patron frem, hvis det første skud svigter. På den halvautomatiske pistol skal der tages nyt ladegreb, som kræver brug af begge hænder.
En revolver har typisk ikke nogen sikring, da kun et forholdsvis hårdt tryk på aftrækkeren udløser et skud. Revolveren er derfor altid klar til skud. En halvautomatisk pistol skal først afsikres, da føring af en halvautomatisk pistol uden brug af sikringen er for farligt. Der findes dog også halvautomatiske pistoler, hvor hanen spændes ved et langt tryk på aftrækkeren som på en revolver. Derved kan man have en patron i kammeret med rimelig sikkerhed for, at der ikke afgives et skud i utide, og samtidig have muligheden for altid at være klar til at skyde.

## Afstand
Helt generelt for pistoler gælder, at de kun kan bruges på ganske kort afstand, da træfsikkerheden falder dramatisk på større afstande. Selv dygtige skytter vil have vanskeligt ved at ramme på afstande over 100 meter.
Kaliberen for pistoler er typisk mellem kal. 5,6 mm (salonpatron) og op til 11,5 mm (.45). (Der findes også større kaliber)

## Dansk politi og forsvars brug af pistoler
Det danske politi og forsvar anvender henholdsvis Heckler & Koch USP/ Heckler & Koch USP Compact, kaliber 9 mm og SIG P210, kaliber 9 mm (Betegnet Neuhausen M/49)